# كلارك ديفيس
كلارك ديفيس هو مصارع هاوي كندي، ولد في 15 مايو 1957 في كالغاري في كندا.

## وصلات خارجية
- كلارك ديفيس على موقع قاعدة بيانات المصارعة الدولية (الإنجليزية)
- كلارك ديفيس على موقع اللجنة الأولمبية الدولية (الإنجليزية)
- كلارك ديفيس على موقع أوليمبيديا (الإنجليزية)
- كلارك ديفيس على موقع اللجنة الأولمبية الكندية (الإنجليزية)